# Palača Soardo-Bembo
Palača (kaštel) Soardo-Bembo je utvrđeni kaštel-palača u Balama.

## Karakteristike
Najveća je građevina u Balama. Fasada je gotičko-renesansna. Palača je utvrđena. Nastala je od dviju četvrtastih obrambenih kula. Povezivao ih je most, a na prijelazu iz 14. u 15. st. među tim je kulama izgrađen je stambeni dio palače ukrašen gotičkim kvadriforama i postala je stambeni objekt.

## Povijest
Pripadala je obitelji Soardo. Vlasnici su se promijenili kad je obitelj ostala bez muških nasljednika i kad se 1618. pripadnica te obitelji Veronica udala za Alvisea Bemba. Tako je vlasništvo prešlo na obitelj Bembo. Obitelj Bembo je u palači organizirala razna društvena događanja. Od 1750. godine obitelj Bembo za stalno se nastanila u Balama, a prvi je bio Tomaso Bembo.